# Myelopsis
Myelopsis é um gênero de mariposa pertencente à família Crambidae.